# Dirty Dancing (film 2017)
Dirty Dancing  – amerykański film telewizyjny z 2017 roku w reżyserii Wayne'a Blaira, w rolach głównych wystąpili Colt Prattes i Abigail Breslin. Remake filmu z 1987 roku o tym samym tytule. Wyemitowany 24 marca 2017 roku w ABC.

## Obsada
- Abigail Breslin jako Frances „Baby” Houseman
- Colt Prattes jako Johnny Castle[3]
- Sarah Hyland jako Lisa Houseman
- Nicole Scherzinger jako Penny[4]
- Tony Roberts jako Max Kellerman
- J. Quinton Johnson jako Marco
- Shane Harper jako Robbie Gould
- Trevor Einhorn jako Neil Kellerman
- Beau Casper Smart jako Billy Kostecki
- Katey Sagal jako Vivian Pressman
- Billy Dee Williams jako Tito Suarez
- Bruce Greenwood jako dr Jake Houseman
- Debra Messing jako Marjorie Houseman
- Casper Smart - Billy Kotsecki
- Tony Roberts - Max Kellerman
- Michael Lowry - Leon Feinberg
- Jennifer Schemke - Esther Feinberg
- Keith Tripler - Charlie

## Ścieżka dźwiękowa
- „Be My Baby“ – Bea Miller
- „Big Girls Don't Cry“ – Karmin
- „Love Man“ – J. Quinton Johnson
- „Do You Love Me“ – Colt Prattes, Nicole Scherzinger a J. Quinton Johnson
- „Fever“ – Katey Segal a Colt Prattes
- „When I'm Alone“ – J. Quinton Johnson
- „Wipe Out“ – American Authors feat. Lindsey Stirling
- „Hungry Eyes“ – Greyson Chance
- „Hey Baby“ – Lady Antebellum
- „Whola Lotta Shakin' Goin' On“ – Nicole Scherzinger a Abigail Breslin
- „Cry to Me“ – Seal
- „They Can't Take That Away From Me“ – Debra Messing
- „Love is Strange“ – Abigail Breslin a Colt Prattes
- „They Can't Take That Away“ – Bruce Greenwood
- „She's Like the Wind“ – Calum Scott
- „Don't Think Twice It's Alright“ – Sarah Hyland a J. Quinton Johnson
- „(I've Had) The Time of My Life“